# HD82692
HD82692 — хімічно пекулярна зоря спектрального класу A0, що має видиму зоряну величину в смузі V приблизно  9,3.
Вона  розташована на відстані близько 1430,5 світлових років від Сонця.

## Фізичні характеристики
Телескоп Гіппаркос зареєстрував фотометричну змінність  даної зорі з періодом    4,89 доби в межах від  Hmin= 9,40 до  Hmax= 9,28.

## Пекулярний хімічний склад
Зоряна атмосфера HD82692 має підвищений вміст 
Si
.